# R. A. 살바토레

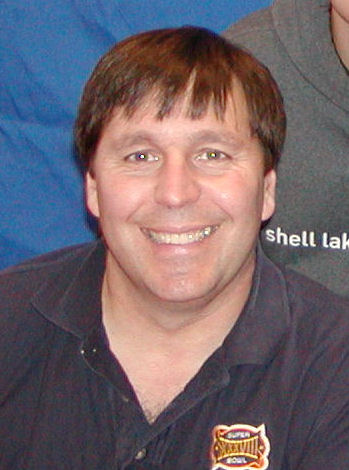

로버트 앤서니 살바토레(Robert Anthony Salvatore, 1959년 1월 20일 ~ )는 《데몬워스 사가》(DemonWars Saga)로 가장 잘 알려진 미국 작가다. 그리고 《드리즈트의 전설》(The Legend of Drizzt), 스타워즈시리즈의 첫 번째 소설인 《벡터 프라임》(Vector Prime)이 있다. 그는 미국에서만 그의 책이 1,500만 부 이상 팔렸고 그의 책 중 22권이 뉴욕 타임스 베스트셀러였다.
살바토레는 매사추세츠 주 레오민스터 에서 7인 가족 중 막내로 태어났다. 그는 고등학교 영어 교사가 작가로서의 발전에 중요한 역할을 했다고 말했다. J. R. R. 톨킨의 《반지의 제왕》을 읽고 판타지에 관심을 갖게 되었다. 그는 판타지 및 기타 문학에 대한 관심을 키웠고 즉시 컴퓨터 과학에서 저널리즘으로 전공을 변경했다. 그는 커뮤니케이션/미디어 학사 학위를 받았다. 그는 1981년에 이 학위를 받았고 나중에 영어로 학사 학위를 받았다. 글을 쓰기 전에 그는 경비원으로 일했다. 그는 자신의 치열하고 생생하게 묘사된 전투 장면을 경비원으로서의 경험 덕분이라고 생각한다.
그의 소설 외에도 살바토레는 스톰프론트 스튜디오의 디자인 팀과 협력하여 플레이스테이션 2, Xbox 및 PC 비디오 게임 Forgotten Realms: Demon Stone (2004)에 대한 이야기를 썼다. 이 게임은 아타리에서 퍼블리싱했으며 Academy of Interactive Arts &amp; Sciences 와 BAFTA에서 수상 후보로 지명되었다. CDS 책은 그에게 대화형 온라인 EverQuest 게임을 기반으로 한 4권의 책 시리즈를 편집하도록 의뢰했다. 그는 또한 퀘이크 3 봇을 위한 봇 채팅 라인을 작성했다.
살바토레는 전 야구 선수인 커트 실링이 소유한 신생 게임 개발자 38 Studios 의 크리에이티브 디렉터로 고용되었다. 그는 2012년 2월에 출시되어 100만 장 이상 판매된 판타지 게임 Kingdoms of Amalur: Reckoning 의 대화를 작성하고 만 년에 걸친 배경 스토리를 만들었다. 그러나 3개월 후 38 Studios는 파산을 선언하고 운영을 중단했다. 회사는 살바토레를 포함한 전체 직원을 해고했으며 그의 서비스에 대한 2백만 달러의 수수료는 지불되지 않았다.